# Клаус, Феликс
Феликс Клаус (нем. Felix Klaus; 13 сентября 1992 год, Оснабрюк) — немецкий футболист, полузащитник клуба «Гройтер Фюрт».

## Клубная карьера
Сын бывшего игрока Бундеслиги Фреда Клауса начал играть в футбол в пятилетнем возрасте в вестфальском клубе SV Bösensell. С возвращением семьи на родину Феликс играл в D-Youth в SC Weismain и его клубе-преемнике SCW Obermain. Далее перешёл играть в «Гройтер Фюрт».
Клаус дебютировал за первую команду «Гройтер Фюрт» 6 ноября 2010 года в гостевом матче против «Дуйсбурга». Тогда он вошел в игру на 88-й минуте, заменив Кима Фалькенберга. Свой первый гол в Бундеслиге он забил 23 января 2011 года в матче против футбольного клуба «Унион». С 20-го тура он стал игроком основного состава. После сезона был избран болельщиками «Игроком года».
После понижения «Гройтер Фюрт» во Вторую Бундеслигу Клаус в сезон 2013/14 перешел во «Фрайбург». Он пропустил начало сезона из-за разорванной мышцы, а затем был заигран за второй состав клуба. Лишь 3 октября 2014 года он вышел на игру в матче Лиги Европы против испанской «Севильи». Три дня спустя он дебютировал в Бундеслиге.
После вылета «Фрайбурга» из Бундеслиги Клаус в сезоне 2015/16 был заигран в «Ганновере». За время проведённое в Ганновере Феликс сыграл 52 матча и забил 7 мячей.
После трех сезонов проведённых в Ганновере Клаус в июне 2018 года подписал контракт с «Вольфсбургом».

## Карьера в сборной
Он играл за различные молодёжные сборные Германии начиная с 17-летнего возраста. За всё время забил три мяча и сыграл 22 игры.

## Достижения
- Чемпион второго дивизиона Германии в сезоне 2011/2012 гг.